# Shara Proctor
Shara Nerissa Proctor (The Valley, Anguila, 16 de septiembre de 1988) es una deportista británica que compitió en atletismo, especialista en la prueba de salto de longitud.
Ganó una medalla de plata en el Campeonato Mundial de Atletismo de 2015, una medalla de bronce en el Campeonato Mundial de Atletismo en Pista Cubierta de 2012 y una medalla de bronce en el Campeonato Europeo de Atletismo de 2018.
Participó en dos Juegos Olímpicos de Verano, en los años 2012 y 2016, ocupando el sexto lugar en Londres 2012, en su especialidad.

## Palmarés internacional
| Campeonato Mundial                   | Campeonato Mundial | Campeonato Mundial | Campeonato Mundial |
| Año                                  | Lugar              | Medalla            | Prueba             |
| ------------------------------------ | ------------------ | ------------------ | ------------------ |
| 2015                                 | Pekín (China)      | Medalla de plata   | Salto de longitud  |
| Campeonato Mundial en Pista Cubierta |                    |                    |                    |
| Año                                  | Lugar              | Medalla            | Prueba             |
| 2012                                 | Estambul (Turquía) | Medalla de bronce  | Salto de longitud  |
| Campeonato Europeo                   |                    |                    |                    |
| Año                                  | Lugar              | Medalla            | Prueba             |
| 2018                                 | Berlín (Alemania)  | Medalla de bronce  | Salto de longitud  |